# Pieter Pot
Pieter Pot (tot 2020 PuurBezorgd) is een verpakkingsvrije online supermarkt die werd opgericht in 2019. Het bedrijf houdt zich bezig met het thuisbezorgen van houdbare boodschappen in glazen potten, waarna die potten weer worden opgehaald en hergebruikt. In december 2023 werd het bedrijf failliet verklaard, maar in maart 2024 werd een doorstart gemaakt.

## Geschiedenis
De online supermarktformule werd in januari 2019 opgericht door Jouri Schoemaker en Martijn Bijmolt. In november van dat jaar werd de originele naam, PuurBezorgd, veranderd naar Pieter Pot. Onder die naam werd het tijdens RetailTrends Live uitgeroepen tot RetailRookie of the Year 2020-2021.
De Nederlandse fondsen SHIFT Invest, Future Food Fund en InnovationQuarter investeerden in november 2020 2,7 miljoen euro in het bedrijf, waarmee het op grotere schaal zou moeten gaan produceren. Later volgden meer investeerders. In oktober 2021 begon Pieter Pot met bezorging in Vlaanderen. In juni 2023 volgden Wallonië en Brussel.
In 2022 werden tientallen medewerkers ontslagen vanwege tegenvallende groei door de afschaffing van de coronamaatregelen. In februari 2023 nam Delicatessenfabriek de aandelen over van de oprichters, een aantal investeringsmaatschappijen en individuen, vanwege financiële problemen en een mogelijk naderend faillissement. Schoemaker bleef nog wel het gezicht van de bezorgsupermarkt.
Op 14 december 2023 werd het bedrijf door de rechtbank in Rotterdam failliet verklaard. In januari 2024 werd bekend dat met een crowdfundingscampagne voldoende geld was opgehaald voor een doorstart, waarmee oprichter Jouri Schoemaker samen met nieuwe compagnons Dominique Rommers (voorheen eigenaar van Delicatessenfabriek) en Max van der Mars de herstart vormgaf met de ambitie om de supermarkt in maart 2024 weer te openen. Op 26 maart 2024 vond de daadwerkelijke heropening plaats. Ruim een halfjaar later, in november 2024, boekte Pieter Pot voor het eerst winst.